# 伝統酒
伝統酒（チョントンジュ）は、朝鮮半島で作られてきた酒類であり、韓国の酒の分類の一つ。製造方法に応じて醸造酒と蒸留酒に分けられ、また、醸造する原料により純穀酒と混醸穀酒類に区分される。純穀酒はさらに、濾過方法により濁酒と清酒に区別される。